# Joel L'Esperance
Joel L'Esperance, född 18 augusti 1995, är en amerikansk professionell ishockeyforward som är kontrakterad till Dallas Stars i National Hockey League (NHL) och spelar för Texas Stars i American Hockey League (AHL). 
Han har tidigare spelat för Michigan Tech Huskies (Michigan Technological University) i National Collegiate Athletic Association (NCAA) och Tri-City Storm och Sioux City Musketeers i United States Hockey League (USHL).
L'Esperance blev aldrig NHL-draftad.

## Statistik
| 2009–2010   | Detroit Compuware     | T1EHL       | 31  | 9  | 7  | 16 | 28  | —  | — | — | — | —  |
| 2010–2011   | Detroit Compuware     | T1EHL       | 36  | 18 | 18 | 36 | 14  | —  | — | — | — | —  |
| 2011–2012   | Detroit Compuware     | HPHL        | 26  | 13 | 6  | 19 | 32  | —  | — | — | — | —  |
|             | Tri-City Storm        | USHL        | 2   | 0  | 0  | 0  | 0   | —  | — | — | — | —  |
| 2012–2013   | Tri-City Storm        | USHL        | 49  | 10 | 9  | 19 | 57  | —  | — | — | — | —  |
| 2013–2014   | Tri-City Storm        | USHL        | 35  | 21 | 13 | 34 | 28  | —  | — | — | — | —  |
|             | Sioux City Musketeers | USHL        | 25  | 6  | 8  | 14 | 16  | 8  | 1 | 0 | 1 | 10 |
| 2014–2015   | Michigan Tech Huskies | NCAA        | 29  | 7  | 10 | 17 | 18  | —  | — | — | — | —  |
| 2015–2016   | Michigan Tech Huskies | NCAA        | 35  | 16 | 10 | 26 | 16  | —  | — | — | — | —  |
| 2016–2017   | Michigan Tech Huskies | NCAA        | 44  | 11 | 17 | 28 | 53  | —  | — | — | — | —  |
| 2017–2018   | Michigan Tech Huskies | NCAA        | 44  | 12 | 15 | 27 | 45  | —  | — | — | — | —  |
|             | Texas Stars           | AHL         | 9   | 1  | 1  | 2  | 0   | 22 | 1 | 3 | 4 | 4  |
| 2018–2019   | Dallas Stars          | NHL         | 1   | 0  | 0  | 0  | 0   | —  | — | — | — | —  |
|             | Texas Stars           | AHL         | 49  | 27 | 15 | 42 | 23  | —  | — | — | — | —  |
| NHL totalt  | NHL totalt            | NHL totalt  | 1   | 0  | 0  | 0  | 0   | —  | — | — | — | —  |
| AHL totalt  | AHL totalt            | AHL totalt  | 58  | 28 | 16 | 44 | 23  | 22 | 1 | 3 | 4 | 4  |
| NCAA totalt | NCAA totalt           | NCAA totalt | 152 | 46 | 52 | 98 | 132 | —  | — | — | — | —  |
| USHL totalt | USHL totalt           | USHL totalt | 111 | 37 | 30 | 67 | 101 | 8  | 1 | 0 | 1 | 10 |